# Переписной район №10 (Ньюфаундленд и Лабрадор)
Переписной район № 10 (англ. Census Division No. 10) — переписной район в канадской провинции Ньюфаундленд и Лабрадор. Состоит из региона Лабрадор исключая территорию Нунатсиавут. Согласно переписи 2016 года, население района составляет 24 639 человек, а площадь — 199 703 км². Крупнейшими городами района являются Хаппи-Валли-Гуз-Бей и Лабрадор-Сити.

## Население
Население района увеличивается: согласно переписи 2011 года, население составляло 24 111 человек, но уже в 2016 году население составило 24 639 человек.

## География
Район включает в себя почти весь регион Лабрадор (кроме инуитской территории Нунатсиавут). Среди народов, населяющих район: канадцы, англичане, инну, инуиты и нунатукавут.
Среди городов района: Картрайт, Шарлоттаун, Форто, Хаппи-Валли-Гуз-Бей, Лабрадор-Сити, Л’Анс-о-Клер, Л’Анс-о-Лу, Мерис-Харбор, Норт-Вест-Ривер, Пинвейр, Порт-Хоуп-Симпсон, Рэд-Бэй, Сент-Льюис, Уабаш, Вест-Сент-Модесте и другие.